# Ѧ
Ѧ (malý jus, minuskule ѧ) je již běžně nepoužívané písmeno cyrilice. Používá pouze v liturgických textech. Písmeno zachycovalo slovanskou nosovku. V polštině mu výslovností odpovídá písmeno Ę.
Z písmena se vyvinulo písmeno Я.

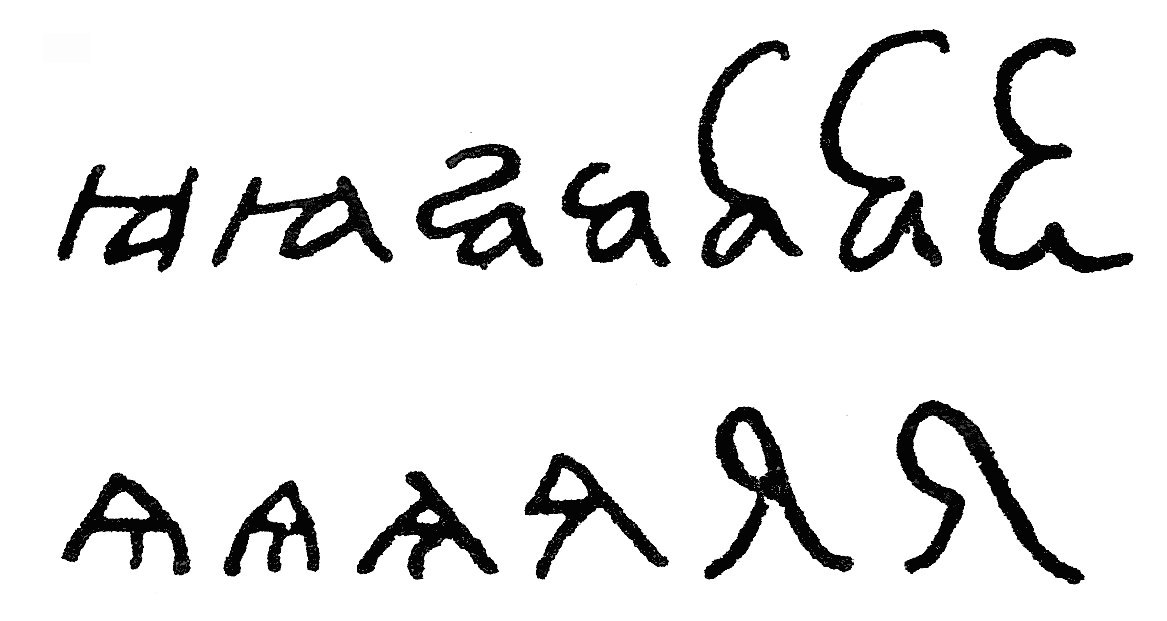
Ve spodní části obrázku - vývoj písmena Я z malého jusu

Písmeno existuje i v jotované variantě jako Ѩ (jotovaný malý jus).
Přestože písmeno je podobné písmenu Ⱑ (jat) v hlaholici, v hlaholici mu odpovídá písmeno Ⱔ.